# Dawny ośrodek jedwabnictwa w Tomioka
Dawny ośrodek jedwabnictwa w Tomioka (jap. 旧富岡製糸場 Kyū-Tomioka Seishijō) – najstarsza fabryka jedwabiu w Japonii, w mieście Tomioka, w prefekturze Gunma, na północ od Tokio. W 2014 roku obiekt został wpisany na listę światowego dziedzictwa UNESCO.
Ośrodek produkcji jedwabiu składał się z czterech obiektów:
- zakładu przędzalniczego, do którego maszyny i kadra szkoleniowa zostały sprowadzone z Francji;
- eksperymentalnego gospodarstwa do produkcji kokonów;
- szkoły upowszechniania wiedzy o hodowli jedwabników;
- chłodni do przechowywania jaj jedwabników.

Fabryka i powiązane z nią zakłady stały się centrum innowacji w produkcji surowego jedwabiu i zapoczątkowały wejście Japonii w nowoczesną, uprzemysłowioną erę, czyniąc ją wiodącym eksporterem surowego jedwabiu na świecie, zwłaszcza do Europy i Stanów Zjednoczonych.
Fabryka została uruchomiona w 1872 roku. Na początku w fabryce było 150 maszyn do tkania jedwabiu i około 400 pracowników, którzy je obsługiwali. Mimo wysokiej jakości produktu, fabryka wciąż była deficytowa, dlatego rząd zdecydował się sprywatyzować fabrykę i w 1893 roku sprzedał ją spółce Mitsui. W 1902 roku fabryka ponownie zmieniła właściciela, a w 1939 roku stała się częścią Katakura Industries, największego japońskiego producenta jedwabiu.
Fabryka została zamknięta w 1987, a w 2005 roku otrzymała status zabytku.

## Galeria

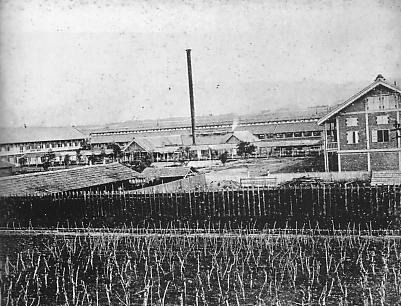
Widok ogólny fabryki w okresie Meiji
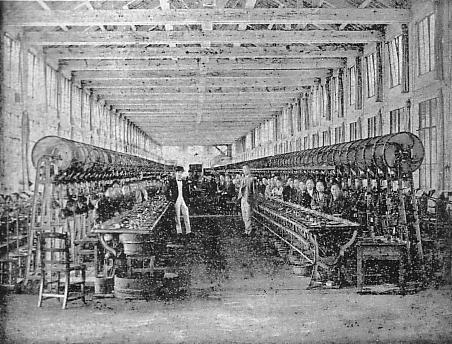
Fabryka wewnątrz
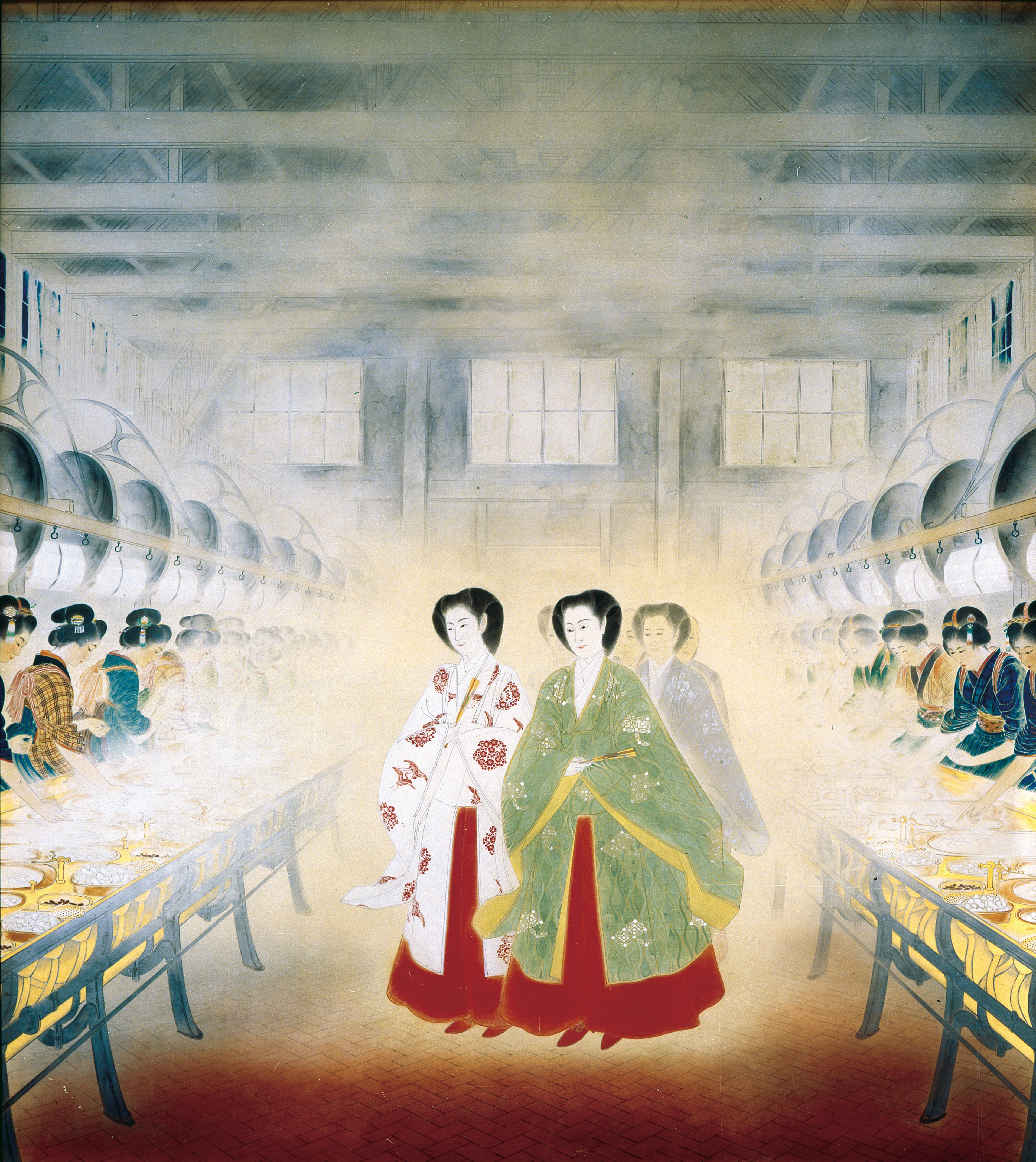
Kampō Arai (1878–1945), Cesarzowa zwiedza zakłady Tomioka
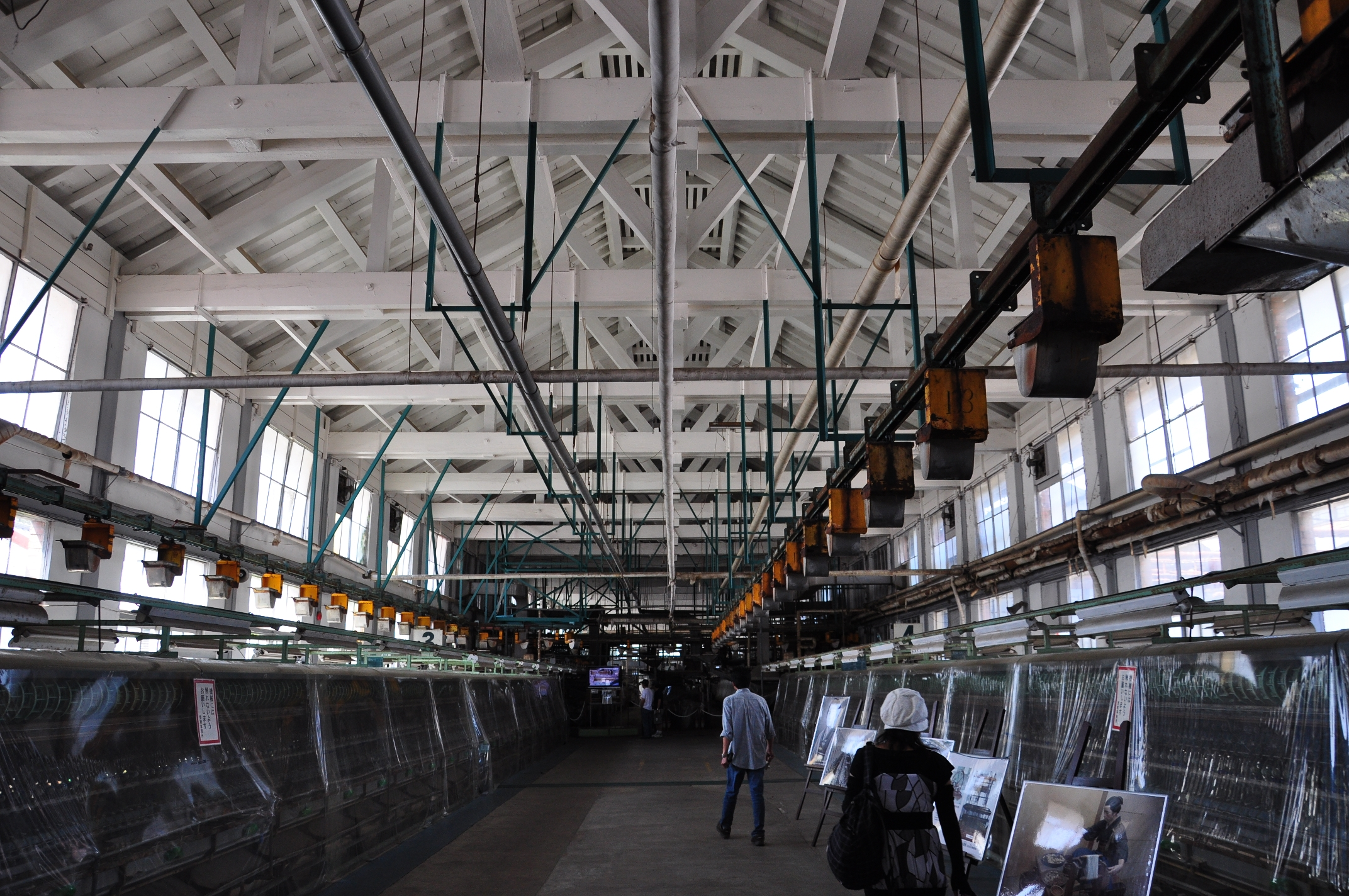
Stan obecny maszyn, przygotowany dla zwiedzających